# 霍斯托特
霍斯托特，是匈牙利维斯普雷姆州所辖的一个村，总面积7.27平方公里，总人口70，人口密度9.6人/平方公里（2010年1月1日）。